# Плоп арт
Плоп арт (или плонк арт) је пежоративни сленг израз за јавну уметност, обично велику, апстрактну, модернистичку или савремену скулптуру направљену за владине или корпоративне тргове, просторе испред пословних зграда, атријума небодера, паркове и друге јавне просторе. 

## Историја
Термин је први пут употребио архитекта Џејмс Вајнс 1970. године у есеју, а Public Art–Private Art га је објавио у Art in America. Настао је из термина поп-арт и означава дело које је непривлачно или неприкладно околини, непромишљено „убачено” тамо где се налази. Термин су користили и други, међу којима је британска вајарка Рејчел Вајтред. Неки браниоци јавног финансирања уметности су покушали да поврате тај термин. Књига Plop: Recent Projects of the Public Art Fund представља успех Public Art Fund у финансирању многих јавних уметничких дела у последњих неколико деценија од којих су многа сада омиљена иако у почетку нису била. Енглески вајар Ентони Каро је изјавио: „Тренутно се архитектура и скулптура позивају једна на другу и на интелигентне одговоре, а не на још ужасније скулптуре које немају осећај за размере и само се постављају на јавним местима”.